# Serik Jamanqulov
Serik Tügelbaýulı Jamanqulov (in kazako Серік Түгелбайұлы Жаманқұлов?; Žańatas, 18 novembre 1983) è un ex giocatore di calcio a 5 kazako.

## Carriera
Con la nazionale maschile di calcio a 5 del Kazakistan ha disputato due edizioni del campionato europeo.

## Palmarès
- Coppa UEFA: 2
Kairat: 2012-13, 2014-15
- Coppa Intercontinentale: 1
Kairat: 2014